# Algeciras
Algeciras [alxeˈθiɾas; andalusisch Alhecirah, alheˈsiɾah] ist eine Hafenstadt im Süden der spanischen Provinz Cádiz (Autonome Gemeinschaft Andalusien). Die Gemeinde hat 124.978 Einwohnern (Stand: 2024). Der Ort befindet sich in der Nähe der britischen Besitzung Gibraltar. Algeciras liegt nur wenig nördlicher als die südlichste Stadt des europäischen Festlandes, Tarifa. Beide Städte liegen an der Straße von Gibraltar. Algeciras liegt am Mittelmeer, östlich liegt die Bucht von Algeciras.

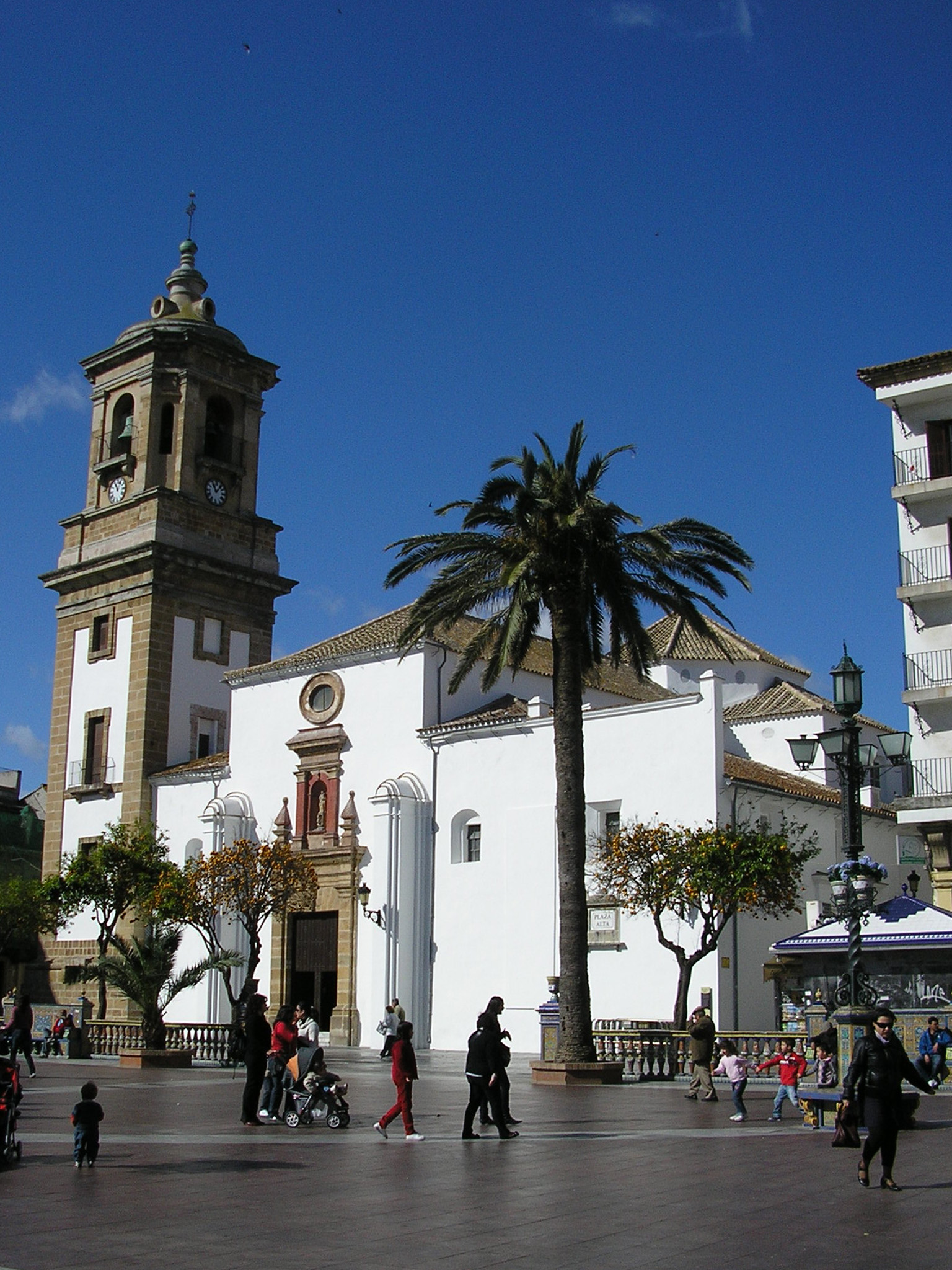
Iglesia de la Palma

Der Name Algeciras stammt von der arabischen Ortsbezeichnung al-Dschasira al-Chadra (الجزيرة الخضراء) für grüne Insel (oder auch Halbinsel) für ganz Spanien. Diesen Namen vollständig beibehalten hat die vor Algeciras südlich im Meer gelegene kleine Insel Isla Verde.

## Geschichte
An der Stelle des heutigen Algeciras lag in römischer Zeit die Siedlung Iulia Traducta. An dem flachen Gestade von Algeciras landeten am 28. April 711  die Mauren unter Tāriq ibn Ziyād. Algeciras war ihre erste Eroberung bei ihrem Einfall in Spanien. Es war Ausgangspunkt für die islamische Eroberung eines bedeutenden Teils der Iberischen Halbinsel. 845 und 859 war es Ziel von Angriffen der Wikinger, die es bei beiden Gelegenheiten plünderten und zerstörten. Auch war Algeciras mehrmals von christlichen Attacken betroffen, so u. a. 1278 und 1308/09. Erst am 27. März 1344 verloren die Mauren die Stadt nach 20-monatiger Belagerung infolge der Schlacht am Rio Salado an König Alfons XI. von Kastilien. Dieser ließ Algeciras wieder völlig neu aufbauen. Während jener Belagerung sollen sich die Mauren bereits grober Geschütze zur Verteidigung bedient haben. 1369 wurde die Stadt neuerlich zerstört. Ihre Wiedererrichtung erfolgte erst im Jahr 1704 durch spanische Flüchtlinge aus Gibraltar. 1760 wurde sie von König Karl III. nach der heutigen rechtwinkligen Anlage umgebaut.
Vor Algeciras fanden auch das Seegefecht vom 6. Juli 1801 und das Seegefecht vom 12. Juli 1801 zwischen der englischen und der französisch-spanischen Flotte statt. In ersteren militärischen Auseinandersetzung siegten die Franzosen unter Konteradmiral Charles-Alexandre Linois, der davon den Titel eines Grafen von Algeciras erhielt, während in der zweiten die vereinigte französisch-spanische Flotte unter Linois und Juan Joaquin Moreno den Engländern unter James Saumarez unterlag.
In Algeciras fand 1906 eine Konferenz der Großmächte zur Lösung der Ersten Marokkokrise statt.
Operation Algeciras war ein missglückter Plan des argentinischen Militärs, mittels Montoneros die britischen Militäreinrichtungen in Gibraltar während des Falklandkrieges zu sabotieren.

## Wirtschaft

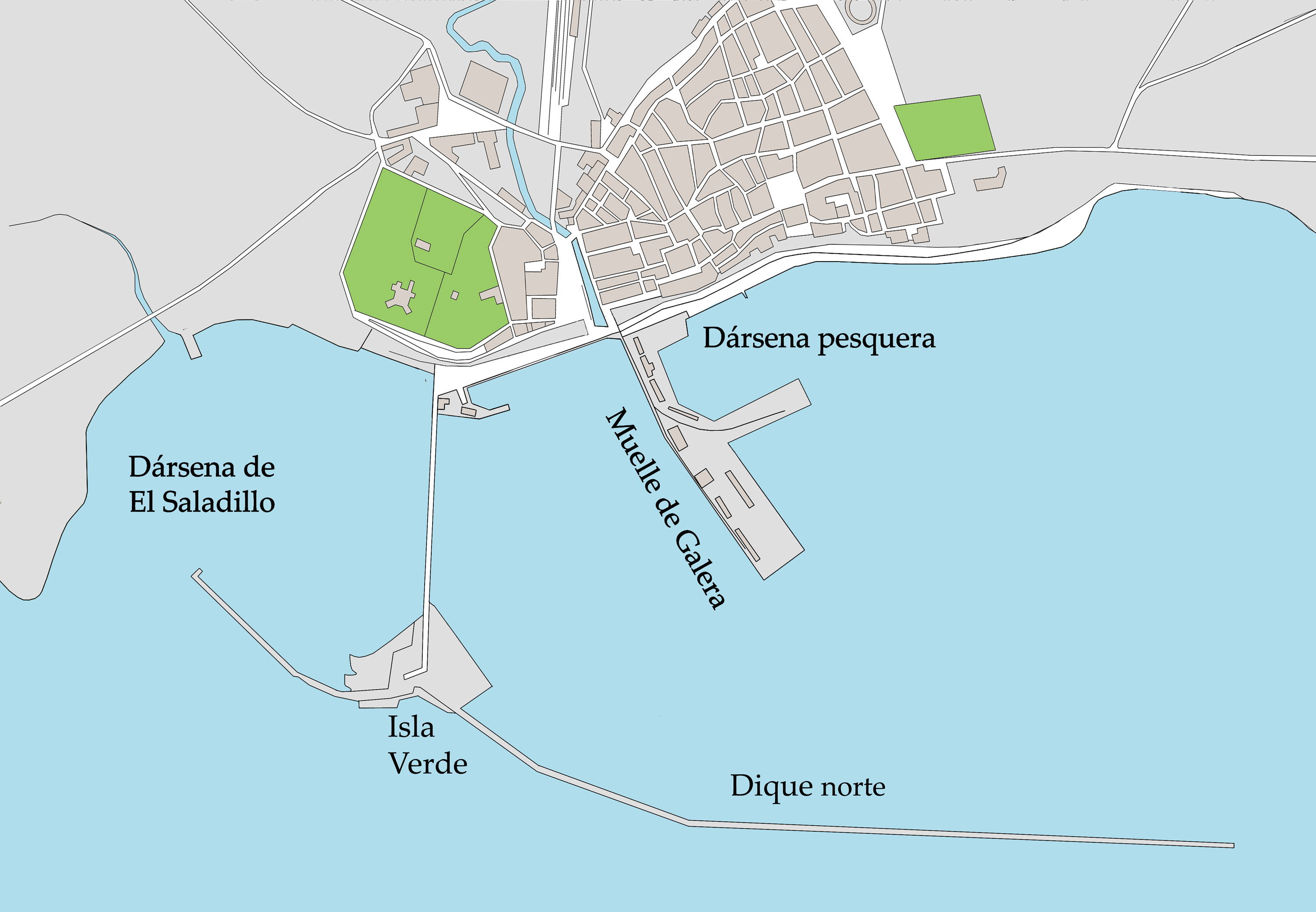
Hafen von Algeciras

### Hafen
Der Hafen von Algeciras hatte im Jahr 2015 einen Güterumschlag von 98,5 Millionen Tonnen (+3,7 % zu 2014). Der Containerumschlag lag bei gut 4,5 Mio. TEU, im RoRo-Verkehr wurden 285.000 Lkw/Trailer umgeschlagen. Außerdem gibt es ein jährliches Aufkommen von etwa 4,8 Millionen Passagieren und 1,3 Millionen Kraftfahrzeugen. Der Großteil des Schiffsverkehrs wird mit Afrika abgewickelt, der Hafen dient dabei auch Autoschieberbanden als Schnittstelle zwischen Afrika und Europa. 2019 wurden im Containerterminal Algeciras 5,12 Mio. TEU umgeschlagen.
Der Hafen wird auf der äußeren Isla Verde erweitert, auf einer Fläche von 37 Hektar entstanden hier 790 Meter Kaianlagen.

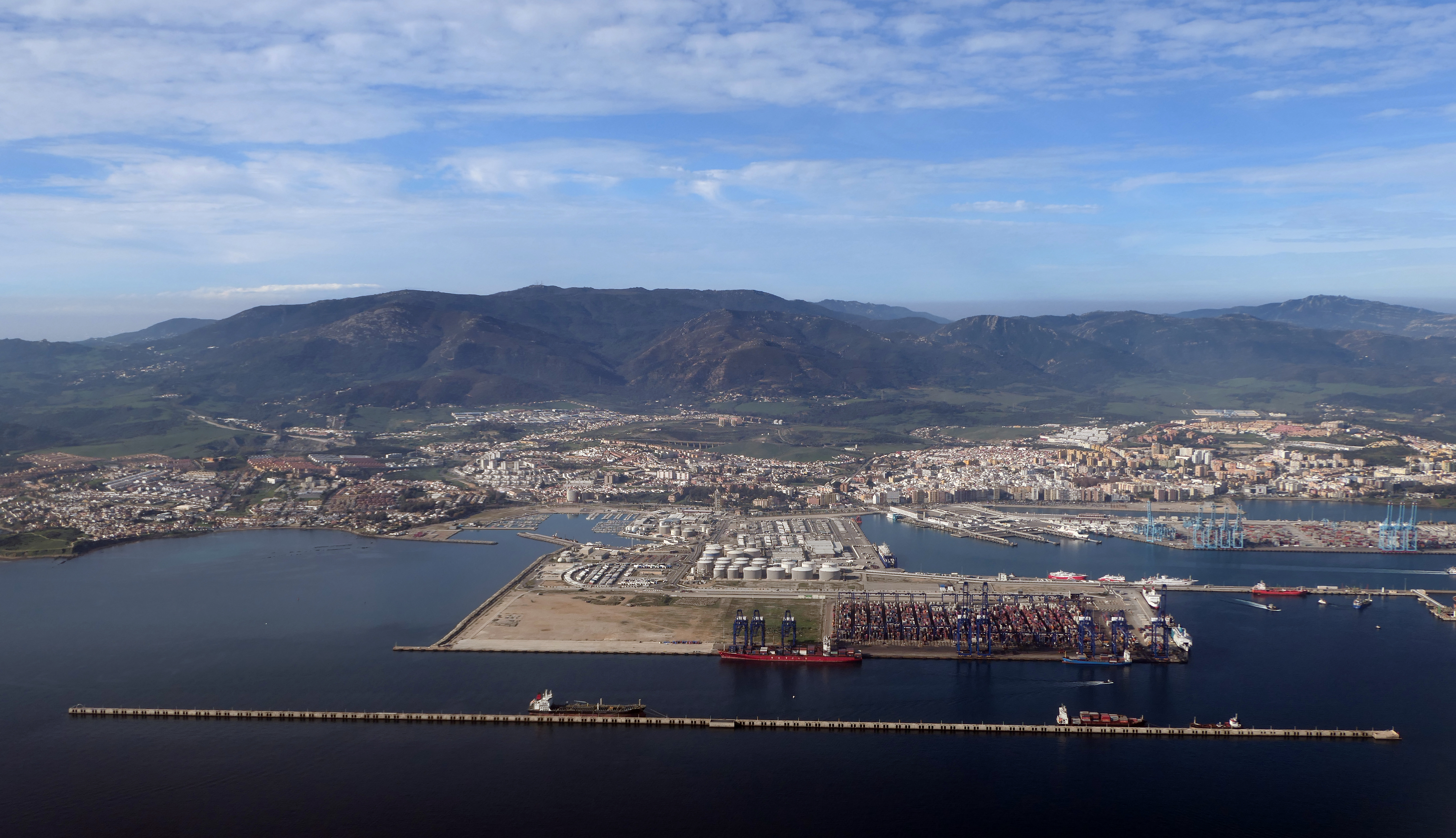
Hafen und die Bucht von Algeciras

Als Konkurrenz zu dem Containerterminal von Algeciras wurde auf der gegenüber dem Mittelmeer liegenden marokkanischen Seite im Jahr 2007 der neue Hafen Tanger-Med zwischen Tanger und Ceuta in Betrieb genommen, der zum größten Tiefwasserhafen Afrikas ausgebaut werden soll.
Mit dem Hafen Tanger-Med besteht ein dauerhafter Fährverkehr, ebenso mit der spanischen Enklave Ceuta durch das spanische Fährunternehmen Balearia. Aufgrund des täglichen Personen- und Güterverkehrs hält die Stadt zahlreiche Hotels und andere Unterkünfte bereit.
Bedeutend ist die regionale Ölraffinerie, die die Tanker in der Algecirasbucht versorgt. In den Gewässern von Gibraltar sind dann bessere Preise wegen der niedrigeren Steuern zu erzielen.

## Politik
Bei der Gemeinderatswahl 2023 traten neben der Partido Popular (PP), der Partido Socialista Obrero Español (PSOE) und Vox, die Izquierda Unida Los Verdes-Convocatoria por Andalucía und Podemos an, die 2019 zusammen mit der Adelante Andalucía ein Wahlbündnis hatten. Die Ciudadanos, die 2019 noch 2 Sitze innehatte, trat 2023 nicht mehr an.
- PSOE: 7
- PP: 16
- VOX: 4

| Partei  | 2023      | 2023  | 2019           | 2019  | 2015      | 2015  | 2011      | 2011  | 2007      | 2007  |
| Partei  | Stimmen % | Sitze | Stimmen %      | Sitze | Stimmen % | Sitze | Stimmen % | Sitze | Stimmen % | Sitze |
| PP      | 53,14 %   | 16    | 40,93 %        | 13    | 43,88 %   | 14    | 51,81 %   | 16    | 28,86 %   | 10    |
| PSOE    | 22,17 %   | 7     | 26,42 %        | 8     | 21,56 %   | 6     | 18,69 %   | 6     | 38,20 %   | 13    |
| Vox     | 13,26 %   | 4     | 8,13 %         | 2     |           |       |           |       |           |       |
| IULV-CA | 4,76 %    | 0     | Bündnis mit AA |       | 7,23 %    | 2     | 12,18 %   | 3     | 11,11 %   | 4     |
| AA      | 3,29 %    | 0     | 9,33 %         | 2     |           |       |           |       |           |       |
| Cs      |           |       | 7,92 %         | 2     | 7,42 %    | 2     |           |       |           |       |
| SSP     |           |       |                |       | 11,9 %    | 3     |           |       |           |       |
| PA      |           |       |                |       | 3,27 %    | 0     | 7,74 %    | 2     | 4,91 %    | 0     |

## Städtepartnerschaften
- Dajla, Westsahara/Marokko
- Neda, Spanien
- Ceuta, Spanien
- Río Grande, Argentinien (seit 2014)
- Tanger, Marokko

## Persönlichkeiten
- Ramón de Algeciras (1938–2009), Flamenco-Gitarrist
- Pepe de Lucía (* 1945), Flamenco-Sänger sowie Songwriter und Produzent
- Paco de Lucía (1947–2014), Gitarrist
- Álvaro Morte (* 1975), Schauspieler
- Paula Valdivia (* 1995), Handballspielerin